# Nikolaus Kraft
Nikolaus Kraft, född 1778 i Eszterházypalatset, död 1853 i Stuttgart, var en bömisk violoncellist, son och lärjunge till Antonín Kraft.

## Biografi
Kraft, som 1814-1834 var anställd i hovkapellet i Stuttgart, var liksom fadern en framstående virtuos och tonsättare för violoncell.